# 阿曼达·斯皮尔曼
阿曼达·斯皮尔曼（英語：Amanda Spielman，1961年5月22日—），担任英国首席督察教育、儿童服务和技能总监，从2017年1月起至2023年12月。
她于2005年加入Ark Schools的高级领导团队。2011年至2016年，斯皮尔曼担任資歷及考試規例署主席。

## 早年生活和教育
斯皮尔曼出生于伦敦北肯辛顿，是奥利维亚和塞巴斯蒂安·罗宾逊的女儿。五岁时，她因母亲的讲师工作搬到了格拉斯哥，斯皮尔曼在那里就读于一所公立修道院小学——圣母大学。
她当时接受私人教育，寄宿在她母亲的母校从十岁起在多塞特郡长大，然后在哈默史密斯的圣保罗女子学校读六年级。
斯皮尔曼随后进入剑桥大学克莱尔学院学习，最初学习数学，第一年结束时转为学习法律。她于 1982年毕业，获得学士学位。
1983年，她的第一次婚姻以离婚告终。1996年，她与花旗集团董事总经理亚当·贾斯汀·斯皮尔曼结婚。他们住在伦敦，有两个孩子。

## 金融行业职业
她曾于1982年至1986年在毕马威任职，1986年至1992年在Kleinwort Benson任职；1992年至1994年担任Newstead Capital的董事；1994年至1995年担任 Bridgewater Business Analysis的董事。
1995年至1997年，她担任马萨诸塞州波士顿美世管理咨询公司的负责人，1997年至2004年，担任野村金融公司负责人。

## 教育行政
在伦敦大学教育学院继续深造比较教育学后，她于2002年获得文学硕士学位。
自2005年起，斯皮尔曼成为方舟学校管理团队的创始成员之一。 2011年至2016年，她担任考试和资格监管机构Ofqual的主席，监督了2012年英语GCSE 评分“惨败”。

### Ofsted任命
2016年6月，斯皮尔曼被教育大臣尼基·摩根 选中，接任英国教育标准局首席督察，取代迈克尔·威尔肖爵士。在任命前听证会之后，教育特别委员会拒绝了斯皮尔曼的提名，该委员会对她的适合性表示担忧，称她缺乏教学经验，未能表现出“热情”，并且缺乏对“复杂角色”的理解。然而，摩根夫人驳回了这些反对意见，并以内阁大臣的身份致信委员会主席尼尔·卡迈克尔，确认她对斯皮尔曼的任命。
2021年，据报道，由于新冠疫情危机中断了她新的检查框架的推出，她正在寻求延长其五年任期。五月份确认将合同延长两年。

### 政策立场
2018年，斯皮尔曼支持一位小学校长制定校服政策的权利，该政策不允许第一阶段（4-7岁）的学生戴头巾。英国全国教育联盟（NEU）将此描述为“披着自由主义外衣的赤裸裸的种族主义”。
2018年，她支持禁止在课堂上使用手机。在同一演讲中，她还敦促严格学生纪律，并表示“让少数学生破坏其他所有人的学校生活，这并不是什么好事”。
2018年12月，斯皮尔曼坚称，基本的育儿职责不应外包给学校和老师：例如，如厕训练“在其他国家都是育儿的正常组成部分”，而英国父母竟然允许自己的孩子连续多年佩戴尿布，这令人“震惊”。
2019年，她表示，受到性侵犯指控的学生应该可以自由地与原告一起继续上学。这与Ofsted自己的指导方针相矛盾，并导致人们批评她由于缺乏对基本保护程序的了解而不适合担任Ofsted负责人。
2021年6月，她宣布，尽管考试取消，教师的工作量也因此增加，但11年级和13年级（16岁和18岁）的学生应该留在学校上课，并表示Ofsted“想知道”学校是如何利用与11年级学生的接触时间的。此举遭到了老师们的强烈批评，他们表示，大多数11年级和13年级的学生认为，考试取消后留下来没有意义。
2023年校长露丝·佩里去世后，斯皮尔曼承认“存在着一种对监管机构检查的恐惧文化”。调查佩里自杀案的验尸官发现，英国教育标准局（Ofsted）对她所在学校的检查“导致了”她的死亡，并认为该检查“缺乏公正、尊重和敏感性”，有时“粗鲁且令人生畏” 佩里的死导致有人呼吁废除英国教育标准局（Ofsted）做出的只有一个词的检查判断，斯皮尔曼坚称改变这一做法“是政府的责任”，而且这种只有一个词的判断“并没有错”。 
斯皮尔曼作为Ofsted负责人的任期于2023年12月结束，马丁·奥利弗接替了她的职位。奥利弗立即下令暂停斯皮尔曼的检查工作，同时改进培训工作。
2025年4月11日，保守党领袖凯米·巴德诺赫宣布提名斯皮尔曼为终身贵族。这样，她将成为上议院议员。